# Zamaski Dol
 Zamaski Dol  (olaszul: Valle di Zumesco) falu Horvátországban, Isztria megyében. Közigazgatásilag Pazinhoz tartozik.

## Fekvése
Az Isztriai-félsziget közepén, Pazintól 11 km-re északnyugatra, a névadó Zamask településtől 2 km-re délkeletre egy völgyben fekszik.

## Története
A településnek 1857-ben 281, 1910-ben 316 lakosa volt. Lakói hagyományosan mezőgazdasággal, ezen belül szőlő- és gyümölcstermesztéssel foglalkoztak. 2011-ben 51 lakosa volt.

## Lakosság
| Lakosság változása | Lakosság változása | Lakosság változása | Lakosság változása | Lakosság változása | Lakosság változása | Lakosság változása | Lakosság változása | Lakosság változása | Lakosság változása | Lakosság változása | Lakosság változása | Lakosság változása | Lakosság változása | Lakosság változása | Lakosság változása |
| ------------------ | ------------------ | ------------------ | ------------------ | ------------------ | ------------------ | ------------------ | ------------------ | ------------------ | ------------------ | ------------------ | ------------------ | ------------------ | ------------------ | ------------------ | ------------------ |
| 1857               | 1869               | 1880               | 1890               | 1900               | 1910               | 1921               | 1931               | 1948               | 1953               | 1961               | 1971               | 1981               | 1991               | 2001               | 2011               |
| 281                | 291                | 275                | 287                | 287                | 316                | 316                | 0                  | 246                | 238                | 191                | 135                | 86                 | 81                 | 60                 | 51                 |